# Abe Reles
Abraham "Kid Twist" Reles (født 10. maj 1906, død 12. november 1941) var en jødisk-amerikansk gangster fra New York, der var lejemorder for organisationen kendt som Murder, Inc. ("Mord A/S"), en forbrydersammenslutning, der efter aftale med den amerikanske mafia organiset under det såkaldte National Crime Syndicate, udførte lejemord for mafiaen.
Efter at være blevet tiltalt for en række lejemod besluttede Reles at samarbejde med politiet, og hans vidneudsagn førte til flere anholdelser af ledende mafiamedlemmer og lejemordere, hvoraf flere blev dømt og henrettet i den elektriske stol. Reles' vidneudsagn medførte, at politiet kunne optrevle Murder, Inc., der derfor ophørte med at fungere i begyndelsen af 1940'erne.
Reles selv døde, da han under uklare omstændigheder faldt ud af et vindue, mens han var under politibevogtning og ventede på at afgive vidneforklaring mod Albert "The Mad Hatter" Anastasia, leder af Murder, Inc. og senere overhoved i Anastasia-familien.

## Opvækst og ungdom
Abraham Reles blev født den 10. maj 1906 i Brownsville i Brooklyn som søn af jødisk-østrigske immigranter.
Reles forlod skolen efter 8. klasse og hang ud på gaderne i Brownsville, hvor han bl.a. mødte Martin "Buggsy" Goldstein og Harry "Pittsburgh Phil" Strauss, der senere sammen med Reles ville blive aktive medlemmer af Murder, Inc. Reles blev arresteret første gang i 1921, da han havde stjålet tyggegummi for 2$ fra en automat, hvorefter han blev sendt til opdragelsesanstalten Children's Village i New York i fire måneder.

## Forbudstiden og tilknytning til Murder, Inc.
Reles blev kendt som en særdeles voldelig og koldblodig morder. Han begik ofte sine drab med en issyl, som han borede ind i hjernen gennem øret på sine ofre. Han angreb på et tidspunkt en arbejder på en bilvask for at have undladt at fjerne noget snavs på kofangeren af hans bil, ligesom han dræbte en medarbejder på en parkeringsplads for at have hentet Reles bil for langsomt.
Under forbudstiden i 1920, da Reles stadig var teenager, udførte han sammen med Goldstein opgaver for de tre Shapiro-brødre (Meyer, Irving og William Shapiro), der drev diverse kriminelle aktiviteter i Brooklyn. I forbindelse med udførelse af en af disse opgaver, blev Reles taget af politiet og idømt to års ungdomsfængsel. Shapiro-brdørene hjalp ikke Reles, hvilket lagde grunden til had mod brødrene. Efter løsladelsen gik Reles sammen med Goldstein og George Defeo ind i illegale aktiviteter med drift af spillemaskiner, et område, der var domineret af Shapiro-brødrene. Gennem Defeos forbindelser fik Reles og Goldstein kontakt til den indflydelsesrige gangster Meyer Lansky, der var interesseret i at udvide sine aktiviteter til de fattige nabolag i Brooklyn. Lansky gav beskyttelse til Reles og Goldstein mod at få del i indtægterne. Reles og Goldstein udvidede senere aktiviteterne til bookmaking, lånehajsvirksomhed, afpresning ved hjælp af fagforeninger m.v.
Reles og Goldsteins aktiviteter indenfor ulovligt spil fik hurtigt Shapiro-brødrene til at søge de to likvideret. På et tidspunkt modtog Reles, Goldstein og Defeo et opkald fra en "ven", der fik dem lokket til Shapiro-brødrenes hovedkvaerter under foregivende af, at brødrene havde forladt deres hovedkontor i East New York. De tre tog i en bil til East New York, hvor de nåede Shapiro'ernes bygning, hvor de tre imidlertid faldt i baghold. Reles og Goldstein blev såret, men alle tre nåede at undslippe. I mellemtiden havde Meyer Shapiro bortført Reles' veninde, som blev ført væk, overfaldet og voldtaget. Reles søgte hævn for overfaldet. Han søgte bistand hos andre gangstere, og det lykkedes Reles' gruppe at likvidere først Irving Sharipo i dennes lejlighed den 11. juli 1931. Meyer Irving blev fundet skudt i kælderen i ejendommen, hvor han boede på Manhattan den 17. september 1931. Reles og hans bande overtog herefter Shapiro-brødrenes aktiviteter i Brooklyn.
Sideløbende hermed var Charles "Lucky" Luciano blevet overhovedet blandt New Yorks mafiafamilier. Luciano havde med Meyer Lansky etableret National Crime Syndicate, et netværk af samarbejdende gangstere fra 24 store byer. Luciano ønskede at etablere en "udøvende" organisation for Syndikatet, der kunne udføre drab for syndikatets medlemmer, således at mafiaen ikke kunne sammenkædes direkte til drabene. Luciano og Meyer bad gangsterne Benjamin "Bugsy" Siegel og Albert "The Mad Hatter" Anastasia om at opbygge organisationen, der i pressen senere fik navnet Murder, Inc. Reles og hans bande havde vakt opmærksomhed med de kyniske likvideringer af Shapiro-brødrene, og Reles og hans bande accepterede at udføre yderligere likvideringer og blev en del af organisationen sammen med bl.a. gangsteren Louis "Lepke" Buchalter, der blev leder af Murder, Inc. sammen med Albert Anastasia.
Buchhalter gav i 1934 ordre til at likvidere den sidst overlevende af Shapiro-brødrene. Willie Shapiro blev dræbt af Reles og Goldstein den 20. juli 1934. Shapiro blev mishandlet og begravet. Retsmedicinere fastslog, at Shapiro var blevet begravet levende.

## Samarbejde med politiet
Reles var i 1940 involveret i flere likvideringer og blev anholdt af politiet. Han indså, at han ville blive sendt i den elektriske stol, og han besluttede derfor at samarbejde med politiet for at undgå dødsstraf. Reles afgav vidneudsagn, der førte til, at Lepke Buchalter blev dømt for mordet på en ejeren af en slikbutik, og efterfølgende henrettet. Reles' informationer førte også til domfældelse af flere andre gangstere, herunder Louis Capone, Mendy Weiss, Harry Maione, Harry Strauss, Frank Abbandando og barndomsvennen "Buggsy" Goldstein, der alle blev idømt dødsstraf og efterfølgende henrettet i den elektriske stol. Myndighedernes næste mål af Albert Anastasia, der sammen med Buchalter havde ledet Murder, Inc.
Reles indvilligede i at afgive vidneudsagn om Albert Anastasias involvering i drabet på havnearbejderen Pete Panto. Reles' vidneudsagn var centralt for retssagen mod Anastasia. Retssagen skulle gennemføres den 12. november 1941. Reles var under konstant politibevogtning op til retssagen på Half Moon Hotel i Coney Island.

## Død
Om morgenen den 12. november 1941 døde Reles af et fald fra vinduet i det hotelværelse, hvor han var under politibevogtning. Der så ud til, at Reles havde forsøgt at flygte ud af rummet ved hjælp af to lagener, der var bundet sammen. Knuden, der holdt de to lagener sammen gik imidlertid op, og han styrtede ned.
Dagen efter blev fem politifolk, der skulle have bevogtet Reles, degraderet.
Der var mange spekulationer om, at Reles var blevet smidt ud af vinduet, og at lagnerne var blevet arrangeret for at få det til at se ud som et mislykket flugtforsøg. Reles havde ikke tidligere vist tegn på at ville flygte, ligesom havde havde været tydeligt nervøs for, at politiet ikke passede tilstrækkelig godt på ham.
I 2005 kom det frem, at en af politifolkene, der bevogtede Reles, Charles Burns, var involveret en sag, hvor en dommer i New York, der havde dømt i en række korruptionssager involverende mafiaen, var forsvundet og formentlig dræbt. En undersøgelse i 1951 konkluderede imidlertid, at Reles død var et fejlslagent flugtforsøg.
Reles' død betød også, at anklagemyndigheden måtte opgive sager mod Frankie Carbo, en anden mafia-skikkelse og en del af Murder. Inc., og Bugsy Siegel.
Reles er begravet på Old Mount Carmel Cemetery i Glendale i Queens.